# كارلوس كورديرو
كارلوس كورديرو (بالإسبانية: Carlos Cordero)‏ هو لاعب كرة قدم إسباني في مركز الدفاع، ولد في 26 سبتمبر 1996 في ألمندراليخو في إسبانيا. لعب مع ريال سبورتينغ خيخون وسبورتينغ خيخون ب.

## وصلات خارجية
- كارلوس كورديرو على موقع قاعدة بيانات كرة القدم.إي يو (الإنجليزية)
- كارلوس كورديرو على موقع Soccerway.com (الإنجليزية)